# Aethionema lepidioides
Aethionema lepidioides là một loài thực vật có hoa trong họ Cải. Loài này được Hub.-Mor. mô tả khoa học đầu tiên năm 1963.